# Bataille de Canope
Pour les articles homonymes, voir Bataille d'Alexandrie.
Campagne d'Égypte
Batailles
Guerre de la Deuxième Coalition
- St George's Caye (navale) (09-1798)
- Nicopolis (10-1798)
- Corfou (11-1798)
- Copenhague (navale) (04-1801)
- Algésiras (navale) (06-1801)

Campagne de Hollande
- Callantsoog (08-1799)
- Vlieter (08-1799)
- Zyp (09-1799)
- Bergen (09-1799)
- Alkmaar (10-1799)
- Castricum (10-1799)

Campagne de Suisse
- Ostrach (03-1799)
- Feldkirch (03-1799)
- 1re Stockach (03-1799)
- Frauenfeld (05-1799)
- Winterthour (05-1799)
- 1re Zurich (06-1799)
- Schwytz (08-1799) (en)
- Amsteg (08-1799)
- Saint-Gothard (09-1799)
- 2e Zurich (09-1799)
- Linth (09-1799)
- Muten (10-1799) (ru)
- Engen (05-1800)
- 2e Stockach (05-1800)
- Moesskirch (05-1800)
- Biberach (05-1800)
- Erbach (05-1800)
- Höchstädt (06-1800)
- Ampfing (12-1800)
- Hohenlinden (12-1800)

Campagne d'Égypte
- Malte 1 (06-1798)
- Malte 2 (06-1798)
- Alexandrie (07-1798)
- Chebreiss (07-1798)
- Pyramides (07-1798)
- 1re Aboukir (08-1798)
- Salheyeh (08-1798)
- Malte 3 (09-1798)
- Sédiman (10-1798)
- Caire (10-1798)
- Samanouth (01-1799)
- El Arish (02-1799)
- Syène (02-1799)
- Jaffa (03-1799)
- Saint-Jean-d'Acre (03-1799)
- Mont-Thabor (04-1799)
- 2e Aboukir (07-1799)
- Damiette (11-1799)
- Héliopolis (03-1800)
- 3e Aboukir (03-1801)
- Mandora (03-1801)
- Canope (03-1801)
- Fort Jullien (04-1801)
- Le Caire (06-1801)
- Alexandrie (08-1801)

2e Campagne d'Italie
- Vérone (03-1799)
- Magnano (04-1799)
- Cassano (04-1799)
- Mantoue (04-1799)
- Bassignana (05-1799)
- 1re Marengo (05-1799) (en)
- Modène (06-1799) (en)
- Trebbia (06-1799)
- 2e Marengo (06-1799) (en)
- Novi 1 (08-1799)
- Rome (09-1799)
- Mannheim (09-1799) (en)
- Novi 2 (10-1799) (en)
- Genola (11-1799)
- Gênes (04-1800)
- Sassello (04-1800) (en)
- Fort Bard (05-1800)
- Verceil (05-1800)
- Turbigo (05-1800)
- Montebello (06-1800)
- 3e Marengo (06-1800)
- Pozzolo (12-1800)

La bataille de Canope ou bataille d'Alexandrie eut lieu le 30 ventôse an IX (21 mars 1801), pendant la campagne d'Égypte.

## Prélude

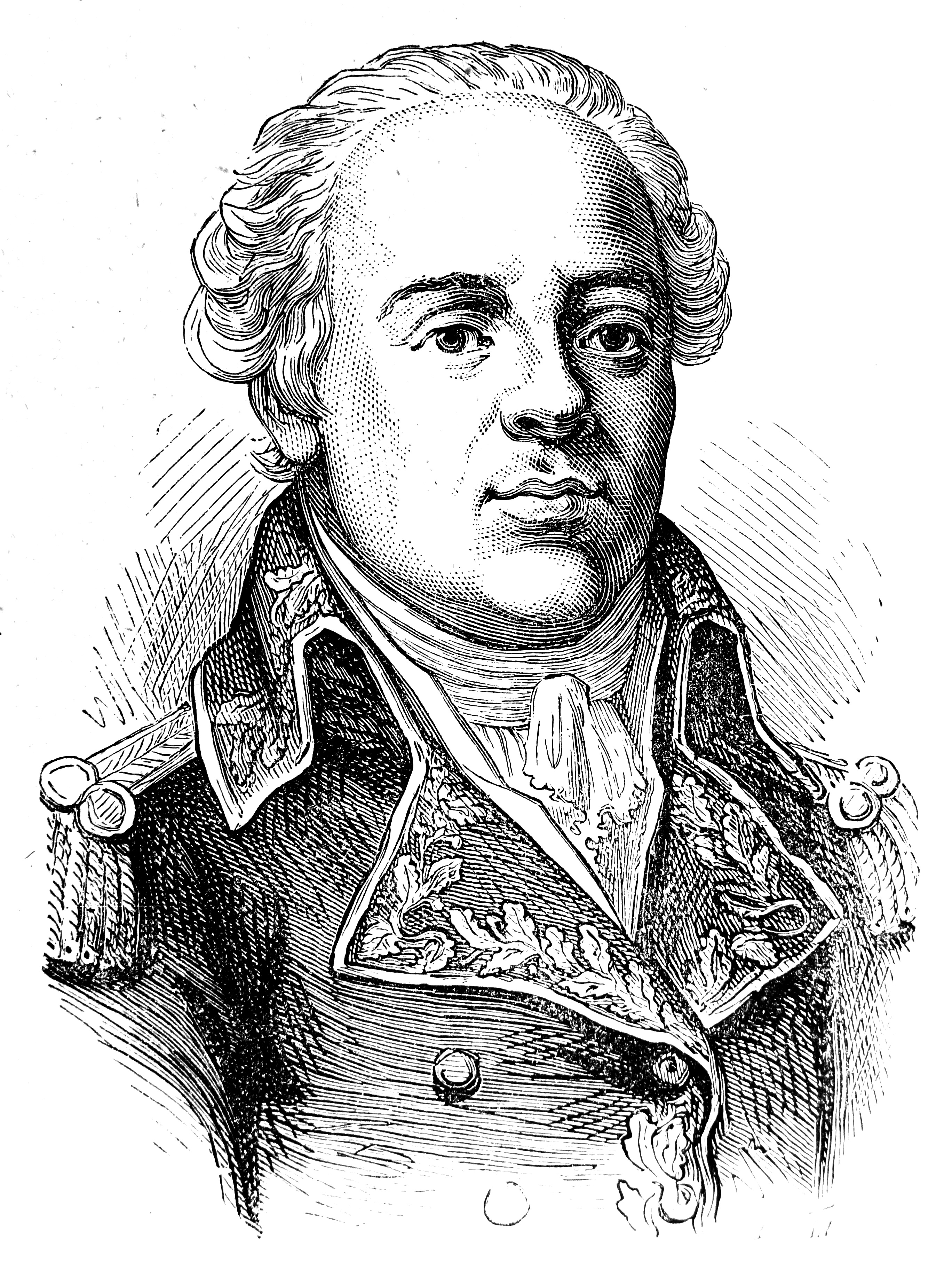
Le général Jacques François Menou, commandant en chef les troupes françaises.

Partie de Gibraltar le 2 novembre, la flotte britannique commandée par l'amiral Keith et le général Ralph Abercromby relâche à Minorque et Malte, longe les côtes, puis mouille dans la baie de Macri le 29 décembre. Pendant que le major-général John Moore négocie à Jaffa, avec Youssouf Ziya Pacha (en), les hommes s'entraînent à débarquer sur la côte d'Asie mineure en face de Rhodes. Six vaisseaux de la flotte ottomane, dont le Sultan Sélim de 110 canons et huit corvettes, viennent les rejoindre.
Bien informé par Mourad Bey de ces menaces de débarquement imminent, le général Jacques François Menou, qui a pris la tête des troupes françaises après l'assassinat de Kléber, tarde à prendre des dispositions. 
Les Britanniques arrivent devant Aboukir le 1er mars. Toutefois, en raison des conditions météorologiques, ils ne débarquent que le 8. Pendant ce temps, Menou perd beaucoup de temps à s'occuper des Turcs du grand vizir qui pourtant sont encore bien loin d'arriver, et donne des ordres absurdes et contradictoires. Ne disposant que de 1 500 hommes, le général Friant ne peut résister et abandonne la garnison du fort d'Aboukir. 
Le 12 mars, les généraux Lanusse et Bron amènent quelques renforts. Le 13, au camp des Romains, près du lac Madyeh, les Français attaquent malgré leur infériorité numérique. Après quelques succès initiaux, ils doivent se replier. Le même jour, Menou arrive à Rahmaniéh où il se repose un jour. Le 15, il est à Damanhour où il est rejoint par Reynier et Rampon.
La garnison du fort d'Aboukir est alors livrée à elle-même. Ne comptant que 150 hommes débarqués le jour même de l'arrivée de la flotte britannique — ainsi que deux pièces de 24 et deux pièces de 8 —, elle capitule le 19 mars. Menou arrive à Alexandrie, le 20.
Les Britanniques sont désormais solidement installés. Dans le même temps, l'armée du grand vizir s'ébranle et menace la frontière tandis qu'un corps de Britanniques et de cipayes venu de l'Inde débarde à Al-Qusair. Les Français décident de passer à l'attaque avant que leurs adversaires n'aient regroupé leurs forces et de tenter le tout pour le tout.

## La bataille

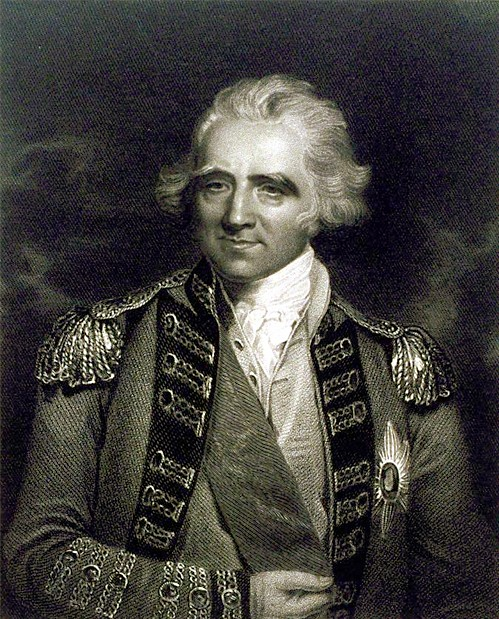
Le général Ralph Abercromby, commandant en chef du corps expéditionnaire britannique.

Dépassé, Menou s'en remet au plan de bataille concocté par Reynier et Lanusse. Les Britanniques sont solidement campés entre la mer et les rives du lac Madyeh. Les affronter de front eut été une manœuvre fatale. L'attaque doit donc porter sur les ailes.
Reynier commande l'aile droite avec la 13e et 85e demi brigade. À sa gauche, se trouve Friant avec les 25e, 61e et 75e demi brigades. Le centre est commandé par le général Rampon ayant sous ses ordres le général Destaing, avec la 21e brigade légère, deux compagnies de grenadiers de la 25e de ligne, la 32e de ligne et trois compagnies de la 2e légère. Le général Lanusse commande l'aile gauche et a sous ses ordres la 4e légère et la 18e, 69e et 88e de ligne, ainsi que les généraux Silly et Valentin.

### Diversion réussie sur l'aile gauche
L'attaque commence à 3h00 par une attaque de l'aile gauche d'un corps de dromadaires chargé de faire diversion. La première redoute tombe. Les attaquants s'emparent d'une pièce d'artillerie qu'ils retournent contre les positions britanniques, attirant ainsi l'attention. Lanusse se met en mouvement. La 4e légère s'empare d'un redan dans lequel se trouve un canon.

### Confusion sur le centre
Le centre s'est à son tour mis en marche sur la grande redoute et la brigade Silly s'empare d'un détachement britannique. S'apercevant que la brigade Valentin est arrêtée par un feu croisé de l'ennemi, Lanusse s'élance pour lui porter secours lorsqu'il reçoit un coup de biscaïen à la jambe droite. Les Britanniques du général Moore profitent de l'hésitation des Français, privés de leur chef, et les repoussent. La brigade Valentin ne peut se déployer et se disperse derrière les mamelons. 
Dans l'obscurité, la 4e légère est prise à partie par la 32e. La confusion est totale et il faut tout un temps pour comprendre l'erreur. L'élan est stoppé, la 4e et la 18e sont repoussées. Guidée par Rampon, la 32e tente tout de même d'attaquer la première ligne britannique, mais elle est accueillie par un feu nourri qui décime ses rangs. De leur côté, malgré des efforts énergiques, les carabiniers de la 2e légère ne parviennent pas à pénétrer les rangs ennemis. Le général Destaing qui s'est faufilé entre la droite et le centre britannique tombe à son tour sur une violente résistance. Légèrement blessé, il doit quitter la partie. Son second est à son tour sévèrement touché à la cuisse. Sans chef et au milieu des rangs ennemis, les hommes finissent par se rendre.

### La situation vue de l'arrière
Alors qu'il observe la bataille de l'arrière, une balle perdue frappe le cheval de Menou. Celui-ci se met à l'abri derrière la cavalerie qui forme la réserve. La bataille est perdue. Rien ne se passe plus comme prévu. Chaque attaque a eu lieu séparément. Les détachements sont isolés et à la merci de l'ennemi. Dès la première demi-heure, une foule de chefs et de généraux sont tombés. Sans commandants, les soldats se dispersent. 
Ne reste que l'aile droite, mais elle est en nombre bien trop insuffisant pour attaquer seule le centre britannique. À ce moment, il ne reste rien d'autre à faire qu'à se retirer, mais Menou ne se doute qu'à peine de la situation.

### Échec de l'aile droite

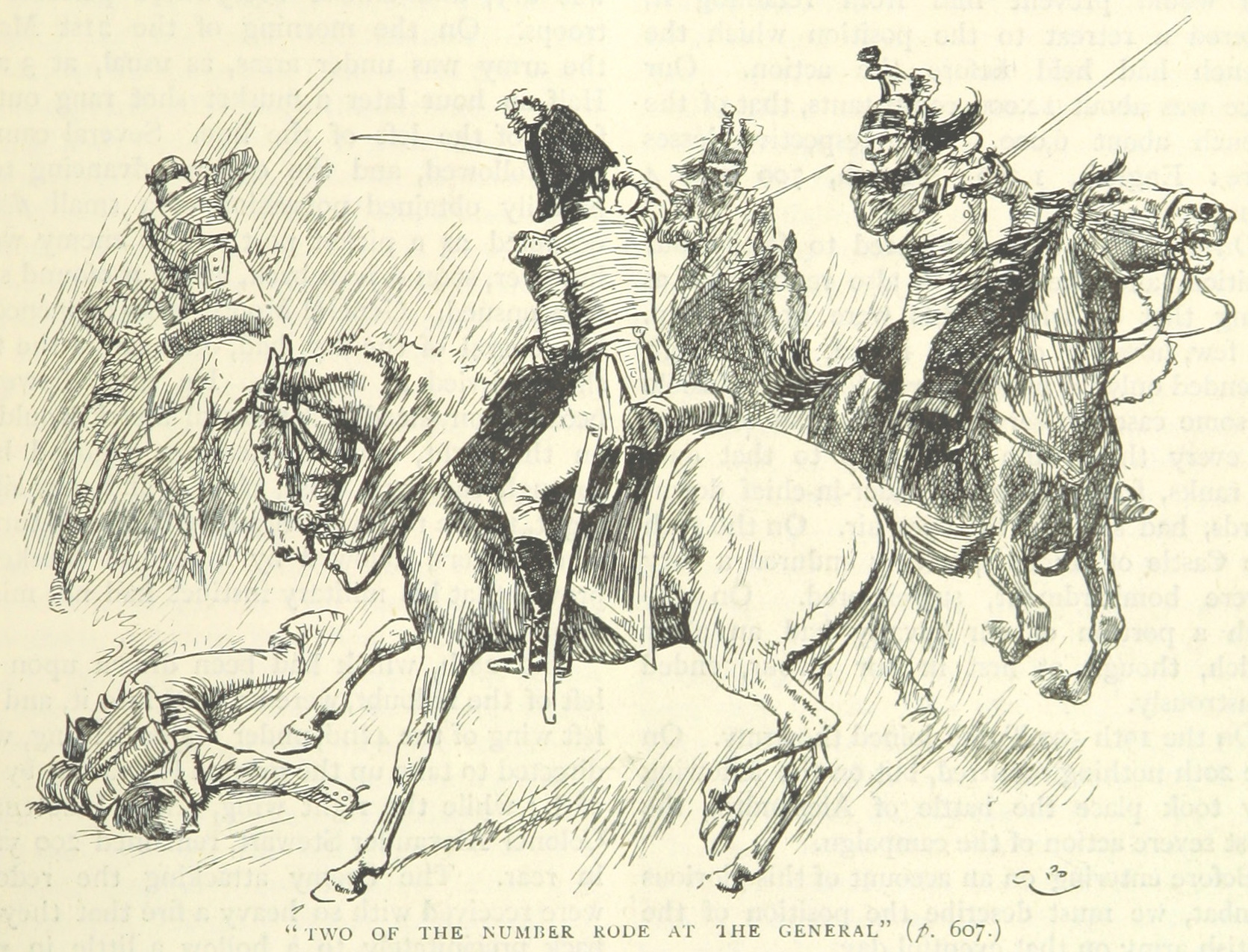
Le général Abercromby fait le coup de sabre avec les dragons français. Mortellement blessé au cours de l'engagement, il meurt une semaine plus tard.

Devant la passivité de son chef, Reynier, qui attend les ordres pour faire avancer l'aile droite, prend l'initiative et ordonne de faire mouvement vers la droite ennemie. S'apercevant de la manœuvre dans cette direction, les Britanniques font marcher la réserve.
Menou envoie alors les dragons du général Roize qui parviennent à passer et blessent mortellement Abercromby. Mais Roize est tué et bien peu de cavaliers regagnent les hauteurs de Nicopolis.

## Conséquences
L'armée française est complètement découragée. Menou se retire à Alexandrie où les Britanniques l'assiègent.
Mortellement blessé, Lanusse, ayant trop tardé à se laisser amputer par Larrey, meurt dans la nuit du 21 au 22 mars. Abercromby meurt le 28 à Aboukir.